# Eudorylas flavicrus
Eudorylas flavicrus är en tvåvingeart som beskrevs av De Meyer 1995. Eudorylas flavicrus ingår i släktet Eudorylas och familjen ögonflugor.
Artens utbredningsområde är Israel. Inga underarter finns listade i Catalogue of Life.